# 秦崇
秦崇（1438年—？），字智崇，山東兖州府單縣人，明朝政治人物。進士出身。

## 生平
山東鄉試第二十三名。天順四年（1460年）庚辰科會試第一百十三名，殿試登進士第三甲第九十三名。

## 家族
曾祖秦時中，曾任雷州府知府。祖父秦懿德，曾任肥鄉縣學教諭。父亲秦彥吉。